# Ло, Абу
Абабакар Мустафа Ло (фр. Ababacar Moustapha Lô; род. 2 января 2000, Дакар), более известен под именем Абу Ло (фр. Abou Lô) — сенегальский футболист, защитник клуба «Мец».

## Карьера

### «Мец»
Воспитанник футбольной академии сенегальского клуба «Женерасьон Фут», вместе с которым принимал участие в Кубке Конфедерации КАФ. В феврале 2019 года футболист перешёл в французский «Мец», в котором отправился выступать за вторую команду клуба. В июне 2020 года футболист на правах арендного соглашения присоединился к бельгийскому клубу «Серен». За клуб футболист так и не дебютировал, по окончании срока арендного соглашения вернувшись в «Мец».

#### Аренда в «Шоле»
В июле 2021 года футболист на правах арендного соглашения присоединился к французскому клубу «Шоле» до конца сезона. Дебютировал за клуб 6 августа 2021 года в матче против клуба «Шатору», выйдя на поле в стартовом составе. Дебютный гол за клуб забил 8 октября 2021 года в  матче против клуба «Орлеан». На протяжении всего сезона футболист был одним из ключевых игроков клуба, за который успел отличиться 6 забитыми голами. По окончании срока арендного соглашения покинул клуб.

#### Возвращение в «Мец»
Новый сезон в составе «Меца» футболист начинал за вторую команду, первый матч сыграв 20 августа 2022 года против сен-кантеновского «Олимпика». Также футболист вскоре стал подтягиваться к играм с основной командой, с января 2023 года став постоянно попадать в заявку на матчи. Дебютировал за клуб 6 февраля 2023 года в матче против клуба «Амьен», выйдя на замену на 92 минуте. В мае 2023 года футболист продлил контракт с клубом до 2025 года. На протяжении сезона футболист получал мало игровой практики, появившись на поле в 5 матчах, выйдя на замену на последних минутах. По итогу сезона вместе с клубом стал серебряным призёром Лиги 2.
К своему новому сезону футболист готовился с основной командой клуба. Дебютный матч в Лиге 1 сыграл 13 августа 2023 года против клуба «Ренн», выйдя на замену на 75 минуте.